# Sophta comorana
Sophta comorana är en fjärilsart som beskrevs av Pierre E.L. Viette 1981. Sophta comorana ingår i släktet Sophta och familjen nattflyn. Inga underarter finns listade i Catalogue of Life.